# Kittikun Jamsuwan
Kittikun Jamsuwan (tiếng Thái: กิตติคุณ แจ่มสุวรรณ, sinh ngày 9 tháng 6 năm 1984) là một cầu thủ bóng đá người Thái Lan thi đấu ở vị trí thủ môn cho câu lạc bộ Giải bóng đá Ngoại hạng Thái Lan Nongbua Pitchaya.

## Danh hiệu

### Câu lạc bộ
Buriram United
- Giải bóng đá Ngoại hạng Thái Lan (1): 2011
- Cúp Hiệp hội Bóng đá Thái Lan (2): 2011, 2012
- Cúp Liên đoàn Bóng đá Thái Lan (2): 2011, 2012